# The Specials
|  | Per a altres significats, vegeu «The Specials (pel·lícula)». |

The Specials, també conegut com The Special AKA, són un grup de 2 tone i ska revival anglès format el 1977 a Coventry. Després d'alguns canvis inicials, la primera formació estable del grup consistia en Terry Hall i Neville Staple a la veu, Lynval Golding i Roddy Radiation a les guitarres, Horace Panter al baix, Jerry Dammers als teclats, John Bradbury a la bateria, i Dick Cuthell i Rico Rodriguez als vents. La seva música combina un ska "ballable" i rocksteady amb l'energia i l'actitud del punk. Líricament, presenten una "posició centrada en la política i l'àmbit social".
La banda portava l'estil mod del període rude boy dels anys 60 (barrets de pastís de porc, vestits de llana moher tipus tònic i mocasins). L'any 1980, la cançó "Too Much Too Young", la pista principal en el seu The Special AKA Live! EP, va arribar al número 1 a la UK Singles Chart. L'any 1981, el senzill "Ghost Town" també va arribar al número 1 al Regne Unit.
Després de set senzills consecutius al Top 10 singles del Regne Unit entre 1979 i 1981, el principal vocalista, Hall i Staple, juntament amb el guitarrista Golding, van deixar la banda per formar Fun Boy Three. Continuant com "The Special AKA" (un nom que van utilitzar freqüentment en llançaments de The Specials anteriors), una alineació substancialment revisada va emetre nou material fins a 1984, incloent el primer single de 10 èxits del Regne Unit "Free Nelson Mandela". Després d'això, el fundador i compositor Jerry Dammers va dissoldre la banda i va perseguir l'activisme polític.
El grup es va reformar el 1993, i ha continuat actuant i gravant amb diversos grups, cap d'ells amb Jerry Dammers.

## Carrera

### Creació i primers anys (1977-78)
El grup va ser format l'any 1977 pel compositor i pianista Dammers, el vocalista Tim Strickland, el guitarrista i vocalista Lynval Golding, el bateria Silverton Hutchinson i el baixista Horace Panter (a.k.a. Sir Horace Gentleman). Strickland va ser substituït per Terry Hall poc després de la formació de la banda. La banda va ser anomenada inicialment The Automatics i després Coventry Automatics. El vocalista Neville Staple i el guitarrista Roddy Byers (normalment conegut com a Roddy Radiation) es van unir a la banda l'any següent; la nova formació va canviar el seu nom a Special AKA. Joe Strummer del grup The Clash havia assistit a un dels seus concerts, i va convidar als Special AKA a fer de teloners a la seva gira "On Parole" al Regne Unit. Aquesta actuació va donar als Special AKA un nou nivell d'exposició nacional, i van compartir breument la direcció dels The Clash.
The Specials van començar al mateix temps que Rock Against Racism, que va ser organitzat per primera vegada el 1978. Segons Dammers, l'antiracisme era intrínsec a la formació dels The Specials, en què la banda es va formar amb l'objectiu d'integrar persones blanques i negres. Molts anys més tard, Dammers va declarar que "la música es torna política quan hi ha noves idees en la música, ... el punk era innovador, així com l'ska, i per això bandes com The Specials i The Clash podrien ser polítiques".

### Ascendència de The Specials (1979–81)
L'any 1979, poc després que el bateria Hutchinson deixés la banda per ser reemplaçat per John Bradbury, Dammers va formar el segell 2 Tone Records i va llançar el primer senzill de la banda "Gangsters", una reelaboració del tema "Al Capone" de Prince Buster. El disc es va convertir en el Top 10 aquell estiu. La banda havia començat a portar vestits mod/rude boy/estil skinhead 2 Tone, juntament amb altres elements de finals de la dècada de 1960. Canviant el seu nom a The Specials, van gravar el seu àlbum de debut epònim el 1979, produït per Elvis Costello. Van aparèixer a l'àlbum, els músics Dick Cuthell i Rico Rodriguez, però no serien membres oficials de The Specials fins al seu segon àlbum.
The Specials van començar amb "Rudy, A Message to You" de Dandy Livingstone (alterant lleugerament el títol a "A Message to You, Rudy") i també tenien versions de les cançons de Prince Buster i Toots & the Maytals, de finals de la dècada de 1960. El 1980, l'EP Too Much Too Young (predominantment acreditat a The Special A.K.A.) va ser l'èxit número 1 a la UK Singles Chart, malgrat la controvèrsia sobre la lletra de la cançó, que fa referència a l'embaràs adolescent i promou l'anticoncepció.
Tornant una vegada més al nom The Specials, el segon àlbum de la banda, More Specials, no va tenir tant d'èxit comercial i es va gravar en un moment en què, segons Hall, els conflictes havien estat presents a la banda. Les veus de suport femenines en els dos primers àlbums d'estudi dels Specials incloïen: Chrissie Hynde; Rhoda Dakar (aleshores de the Bodysnatchers i més tard de l'Special AKA); i Belinda Carlisle, Jane Wiedlin i Charlotte Caffey del grup The Go-Go's. En els primers mesos de 1981, la banda va prendre un descans de l'enregistrament i la gira, i després va llançar "Ghost Town", un senzill que va arribar al número 1 el 1981. A la gravació de Top of the Pops, però, Staple, Hall i Golding van anunciar que abandonaven la banda. Golding va dir més tard: "No vam parlar amb la resta dels nois. Ni tan sols podíem estar al mateix vestuari. Ni tan sols ens podíem mirar. Vam deixar de comunicar-nos. Només t'adones de què llest va ser Jerry anys més tard. En aquell moment, estàvem en un planeta diferent". Poc després, els tres van deixar la banda per formar Fun Boy Three.

### Divisió de la banda, renaixement com a AKA Especial (1982-84)
Durant els següents anys, el grup va estar en un estat de flux aparentment constant. Afegint Dakar a la formació permanent, el grup va gravar "The Boiler" amb Dakar com a vocalista, Dammers al teclat, Bradbury a la bateria, John Shipley (dels Swinging Cats) a la guitarra, Cuthell als vents i Nicky Summers al baix. El senzill va ser acreditat a "Rhoda with the Special AKA". La pista descriu un incident de violació, i la seva descripció sincera i angoixant del tema va implicar que la seva distribució fos limitada. No obstant això, va aconseguir arribar al núm. 35 a les llistes britàniques (UK charts), i més endavant l'escriptor i crític Americà, Dave Marsh, va identificar "The Boiler" com un dels 1.001 millors senzills de "rock and soul" de tots els temps en el seu llibre The Heart of Rock & Soul.
Després d'anar de gira amb Rodríguez, la banda (sense Dakar, i com a "Rico and the Special AKA") també va enregistrar el single "Jungle Music", que no va estar inclòs a cap àlbum ni a cap llista. L'alineació del senzill va ser la següent: Rodríguez (vocal, trombó), Cuthell (corneta), Dammers (teclat), Bradbury (bateria), Shipley (guitarra), i el retorn del baixista Panter, així com les noves incorporacions de Satch Dickson i Groco (percussió) i Anthony Wymshurst (guitarra).
Rodriguez i els tres nouvinguts van ser presentats al següent senzill, "War Crimes", el qual va portar Dakar de nou i va afegir nous covocalistes com Egidi Newton i Stan Campbell, així com el violinista Nick Parker. El següent senzill "Racist Friend" va ser un èxit menor (UK núm. 60), amb la banda establint-se com a septet: Dakar, Newton, Campbell, Bradbury, Cuthell, Dammers i Shipley.
La nova formació (encara coneguda com The Special AKA) va emetre finalment un nou àlbum de llarga durada "In the Studio", l'any 1984. Oficialment, la banda era aleshores un sextet: Dakar, Campbell, Bradbury, Dammers, Shipley i el nou baixista Gary McManus. De totes formes Cuthell, Newton, Panter i Radiation van aparèixer en l'àlbum com a convidats; com també ho va fer el saxofonista Nigel Reeve, i Claudia Fontaine i Caron Wheeler del trio vocal Afrodiziak. Tant críticament com comercialment, In The Studio va tenir menys èxit que els àlbums anteriors, tot i que el single de 1984 "Free Nelson Mandela" va ser l'èxit número 9 del Regne Unit. Aquest últim va contribuir a fer de l'empresonament de Mandela una causa popular al Regne Unit, i es va fer popular entre els activistes "anti-apartheid" a Sud-àfrica. Dammers aleshores va dissoldre la banda i va perseguir l'activisme polític.

## Desenvolupaments posteriors
Des de la ruptura de la formació original, diversos membres de la banda van actuar en altres grups i s'han retrobat diverses vegades per recórrer i enregistrar projectes relacionats amb The Specials. No obstant, mai s'ha produït una reunió completa de la formació original.
Després de la seva sortida de The Specials, Golding, Hall i Staple van fundar la banda de pop Fun Boy Three i van gaudir de l'èxit comercial des del 1981 al 1983 amb èxits com "Tunnel of Love", "It Ain't What You Do It", "Our Lips Are Sealed" i "The Lunatics (Have Fun Over the Asil)". El grup va acabar amb la sortida sobtada de Hall, que va provocar una escissió de 15 anys amb Staple.
Després de Fun Boy Three, Staple i Golding es van unir a Pauline Black a The Selecter en la banda de curta durada Sunday Best, publicant el single "Pirates on the Airwaves".
L'any 1990, Bradbury, Golding, Panter i Staple es van unir amb membres de The Beat per formar Special Beat, interpretant la música de les dues bandes i altres clàssics de Ska i 2 Tone. El grup, sotmès a molts canvis de formació, va fer gires i va llançar diversos enregistraments en directe durant la dècada de 1990.
Un senzill de 1994 acreditat a "X Specials" amb col·laboració d'Staple, Golding, Radiation i Panter. Una versió de la cançó de Slade "Coz I Love You", el projecte va ser produït per Jim Lea de Slade.
Passant a la producció i la direcció, Staple "va descobrir" i va produir l'artista Johnny Zee de fusió pop bhangra. Al llarg de la dècada de 1980 i 1990, Staple romandria en actiu produint i convidant a una varietat d'artistes, incloent-hi International Beat, Special Beat, Unwritten Law, Desorden Publico, The Planet Smashers i altres, així com dirigint les seves pròpies bandes i començant la línia de roba Rude Wear. Va cantar amb l'alineació de The Specials de la dècada de 1990, i de nou de 2009 a 2012.
Panter es va unir als membres dels Beat i Dexys Midnight Runners per formar General Public, i després Special Beat. Es va incorporar a The Specials de la dècada de 1990 abans de formar-se com a professor d'escola primària a la Universitat de l'Anglaterra Central a Birmingham. Va continuar tocant amb l'últim Special, Neol Davies, al grup Box of Blues. No obstant això, es va unir a la banda per a la seva reunió l'any 2009 i en continua com a membre.
Golding es va unir amb Dammers per a un breu període fent de disc-joquei de club, i després va treballar amb Coventry band After Tonight. Després de Special Beat, va dirigir grups de ska de Seattle com Stiff Upper Lip, i més recentment, Pama International, així com moltes col·laboracions amb altres bandes de ska. També ha estat de gira amb the Beat. Es va unir a la formació Specials de la dècada de 1990, però va marxar el 2000. Es va reincorporar el 2009, i continua amb el grup.
Radiation va liderar i va treballar amb nombrosos artistes, incloent-hi els Tearjerkers (una banda que havia començat durant els últims mesos dels Specials), the Bonedigers, the Raiders i Three Men & Black (incloent-hi Jean-Jacques Burnel dels Stranglers), Jake Burns (Stiff Little Fingers), Pauline Black, Bruce Foxton (theJam), Dave Wakeling (the Beat, General Public) i Nick Welsh (Skaville UK). També fa lidera als Skabilly Rebels, una banda que barreja rockabilly amb ska. Es va unir a la formació de Specials de la dècada de 1990 i de nou el 2009, continuant fins al 2014.
Bradbury va continuar durant l'època Special AKA, i després va formar la banda JB's Allstars, abans de passar-se a la realització de producció. Es va unir a Special Beat durant diversos anys, després un reformat Selecter, abans de retirar-se de la música per treballar com a especialista en IT. Es va reincorporar a la banda per a la seva reunió de 2009, i va continuar actuant amb ells fins a la seva mort el 2015.
Des de 1984 fins a 1987, Hall va liderar the Colourfield, amb cert èxit comercial. Després que es dissolguessin, va continuar una carrera en solitari, treballant principalment en el gènere de la "nova ona" (new wave). Va coescriure una sèrie de primers llançaments de Lightning Seeds. També va fer algunes veus per a un àlbum de Dub Pistols. David A. Stewart i ell van formar el duo Vegas a principis de la dècada de 1990, publicant un àlbum epònim el 1992. Hall es va unir a The Specials per a la seva reunió de 2009, i continua actuant amb ells.
El 2006, Dammers va formar un gran grup d'estil jazz, the Spatial AKA Orchestra.

## Reunions i esdeveniments actuals
La primera reunió amb el nom The Specials va tenir lloc el 1993, quan el productor Roger Lomas va decidir utilitzar The Specials com a banda de suport per a un nou àlbum de la llegenda de l'ska Desmond Dekker. Només Golding, Panter, Radiation i Staple van estar disposats a participar. Es van unir a l'estudi per l'ex bateria de The Selecter Charley Harrington "Aitch" Bembridge, que també havia tocat amb el cantant de soul Ray King en la dècada de 1970, qui va ser mentor i va treballar amb Dammers, Staple, Golding i Hutchinson en els seus dies anteriors a The Specials. Un grup de músics d'estudi va completar la banda, incloent-hi el teclista Mark Adams. L'àlbum, llançat per Trojan Records amb el nom de King of Kings, va ser acreditat a Desmond Dekker i a The Specials.
Després que l'enregistrament de Dekker acabés, Lomas va portar el grup de tornada a l'estudi per enregistrar una sèrie de cançons clàssiques del catàleg de Trojan Records. Dues setmanes abans d'aquest projecte, Golding va deixar el grup per concentrar-se en la vida domèstica a Seattle. Demanant ajuda a un altre veterà de the Selecter, la banda el va substituir a la guitarra per Neol Davies. Davies, Staple, Radiation i Panter, juntament amb un altre grup de músics, van enregistrar una gran quantitat de cançons que finalment van ser publicades per la sub etiqueta de Trojan, Receiver Records, com Skinhead Girl el 2000 i Conquering Ruler el 2001.
El llançament de l'àlbum amb Desmond Dekker va crear una mica de rebombori per a la banda, i va derivar en una oferta d'un promotor japonès per realitzar una gira. Reunits per Golding, juntament amb Bembridge & Adams de les sessions de "King of Kings", la banda va afegir els músics Adam Birch i Jonathan Read i va començar a assajar i tocar en directe. Inicialment usant els noms Coventry Specials, The X Specials, i Specials2, aviat van tornar a The Specials després d'acceptar que era el nom que els promotors estaven utilitzant de tota manera, tot i que la formació va ser referida com Specials MkII per aquells implicats. Aquesta formació va fer uina gira internacional i va publicar dos àlbums d'estudi: Today's Specials, una col·lecció principalment de covers de reggae i ska l'any 1996, i Guilty 'til Proved Innocent! el 1998, una col·lecció de composicions originals. La banda va fer una gira en gran manera per ambdós llançaments - incloent-hi la presentació del Vans Warped Tour - i va rebre crítiques positives dels seus espectacles en directe.
Malgrat l'èxit en directe, la banda va decaure després d'una gira pel Japó l'any 1998 (que Panter va perdre a causa de la malaltia), tot i que la gira amb una formació diferent va continuar fins a l'any 2000. El llançament de les primeres sessions de Troja, Skinhead Girl el 2000 i Conquerint Rule el 2001, seria l'última audició de la banda durant un temps.
El 2007, Hall es va unir amb Golding per primera vegada en 24 anys, per tocar cançons de The Specials en dos festivals de música. Al Festival de Glastonbury, van aparèixer a l'escenari de la piràmide amb Lily Allen per interpretar "Gangsters". Al maig de 2009, Golding va afirmar que la reunificació que Allen va impulsar de Golding amb Hall va ser una "part massa important" en la posterior reforma del grup. Més tard, el mateix dia, van tocar al Park Stage amb Damon Albarn de Blur al piano i el beatboxer Shlomo proporcionant ritme, per interpretar "A Message to You, Rudy". Al GuilFest, Golding es va unir als Dub Pistols per tornar a interpretar "Gangsters". El 2007, Golding va realitzar diversos concerts de manera recurrent i va enregistrar amb Pama International, un col·lectiu de músics que eren membres de Special Beat.

## Membres
- Jerry Dammers
- Terry Hall
- Roddy Radiation
- John Bradbury
- Sir Horace Gentleman (també conegut com a Horace Panter)
- Lynval Golding
- Neville Staples.

## Discografia
Àlbums
- Specials (1979)
- More Specials (1980)
- In the Studio (as Special A.K.A.) (1984)
- Today's Specials (1996)
- Guilty 'Til Proved Innocent! (1998)
- Skinhead Girl (2000)
- Conquering Ruler (2001)
- Encore (2019)[15]

En directe
- Live at The Moonlight Club (1997)
- Peel Sessions (1987)
- Blue Plate Specials (1999)
- Ghost Town: Live at Montreaux Jazz Festival 1995 (1999)

### Compilacions
- The Singles Collection (1991)
- Coventry Automatics Aka the Specials: Dawning of a New Era (1994)
- Too Much Too Young: The Gold Collection (1996)
- Concrete Jungle (1998)
- Best of The Specials (1999)
- Very Best of the Specials and Fun Boy Three  (2000)
- Ghost Town (2004)
- Stereo-Typical: A's, B's and Rarities (2005)
- Greatest Hits (2006)

### Senzills
- "Gangsters" (1979) UK #6 - billed as The Special A.K.A. - other side by The Selecter
- "A Message To You Rudy"/"Nite Klub" (1979) UK #10
- "The Special A.K.A. Live!" - ("Too Much Too Young"/"Guns Of Navarone"/"Long Shot Kick De Bucket"/"Liquidator"/"Skinhead Moonstomp") (1980) UK #1 - EP
- "Rat Race"/"Rude Boys Outa Jail" (1980) UK #5
- "Stereotype"/"International Jet Set" (1980) UK #6
- "Do Nothing"/"Maggie's Farm" (1980) UK #4
- "Ghost Town" (1981) UK #1
- "The Boiler" (1982) UK #35 - Rhoda & The Special A.K.A.
- "Jungle Music" (1982) - Rico & The Special A.K.A.
- "War Crimes" (1982) UK #84 - The Special A.K.A.
- "Bright Lights"/"Racist Friend" (1983) UK #60 - The Special A.K.A.
- "Nelson Mandela" (1984) UK #9 - The Special A.K.A.
- "What I Like Most About You Is Your Girlfriend" (1984) UK #51 - The Special A.K.A.